# Cua de cavall grossa
La cua de cavall grossa (Equisetum telmateia) és una planta vascular sense llavors de la família de les equisetàcies, present als Països Catalans.

## Noms comuns
També anomenada asprella, aspreta, besnuga, coa de cavall, coa de cavall gran, coa de cavall grossa, coa de rossí, cua d'egua, cua d'euga, cua de cavall, cua de guilla, cua de mula, cua de rossí, equiset màxim, herba estanyera, junça de lluquet, pinets, sangnua, tallapedres de torrent i trencanua.

## Ecologia
És freqüent en llocs més o menys inundats, ombrejats, sobretot a les zones de les valls ocupades per boscos de ribera. Prefereix els terres sense calç i les comarques plujoses.
És abundant en boscos de ribera. També en herbassars de fons de còrrecs i sòls xops, al territori septentrional i central, en gatelledes (boscos, generalment baixos, de Salix atrocinerea de fons de barrancs i depressions. En general està distribuït per tot el Principat, amb excepció dels Pirineus axials i del territori sicòric.

## Distribució
Aquesta espècie, de la mateixa manera que les altres equisetàcies, té una àmplia, però inusual distribució: Hi ha subespècies natives d'Europa, oest d'Àsia i nord-oest d'Àfrica; i unes segones subespècies situades a l'oest de Nord-amèrica. En canvi, no és habitual a Austràlia, Nova Zelanda i Antàrtida. En general, es localitzen entre els 40º i els 60º de latitud nord. Concretament, a la península Ibèrica present des de l'extrem oriental dels Pirineus fins a Galícia (principalment al País Basc i Catalunya) i des de tot el nord peninsular fins a Andalusia i l'Algarve; i viu també a Portugal i a les Illes Balears.

## Morfologia
Aquest equiset és el més gran dels que hi ha als Països Catalans, perquè, sovint, arriba a un metre d'alçada i de vegades a la d'un home. És una planta herbàcia sense flors, de posat summament característic, per la seva arrel i el rizoma, que creix en llocs humits. Els rizomes subterranis, de color bru fosc, són llargs i grossos, i en la seva part més jove estan coberts de pèls bruns curts i molt fins.
Les tiges principals d'un blanc d'ivori, gruixudes amb verticils de nombroses ramificacions verdes; beines foliars amb 15-35 dents. Aquestes tenen d'1 a 15 cm de llargada.
Les tiges fèrtils són més curtes, de 6 a 15 mm de diàmetre, i es desenvolupen abans que les estèrils, tenen les beines campanulades, d'1, 5 – 4 cm de llargada. N'hi ha de dos tipus: les tiges fèrtils (esporangíferes) blanquinoses, brunes o rogenques, simples, vernals; i les verdes i ordinàriament ramificades, o bé exemplar amb tiges totes estèrils i almenys en part verdes.
Les tiges estèrils són fistuloses, amb el conducte central molt ample i amb les beines aplicades; ramificacions verticil·lades, molt nombroses, simples, plenes, amb beines curtes acabades fent 4 dents.
Les fulles sorgeixen en uns nusos presents a la tija, que semblen recoberts d'un revestiment escamós. De cada nus sorgeixen de vint a trenta fulles.
Quant a la repartició de sexes, l'equiset es reprodueix per mitjà d'espores, que s'emmagatzemen als esporangis. Les fulles que porten els esporangis tenen la figura d'un petit escut arrodonit o poligonal sostingut per un peu que s'uneix a elles pel seu centre; dels marges d'aquest escut sorgeixen els esporangis, que s'obren mitjançant una fissura longitudinal. Aquestes fulles esporangíferes es reuneixen formant una espiga, de 3 a 5 cm aproximadament, individualitzada a l'apèndix de la tija. Els esporangis maduren a la primavera i les espores cauen a terra ajudades pel vent. Com que hi ha espores mascle i espores femella, tot i que totes tenen la mateixa forma arrodonida, d'elles en germinen unes plantes verdes anomenades pròtals, tant masculins com femenins, amb els òrgans dels respectius sexes. Són molt petits, essent necessari l'ús del microscopi per veure'ls.

## Farmacologia

### Part utilitzada (droga)
S'aprofiten les tiges estèrils. Es recomana que únicament s'utilitzin les tiges que no tenen esporangis i són ramificades. S'han de recol·lectar a la primavera i solen dessecar-se al sol, emmagatzemant-los posteriorment en flascons hermèticament tancats per tal que no perdin les seves propietats.

### Usos medicinals
- Sistema urinari: l'acció més notable de la cua de cavall és la diurètica. També és usat tradicionalment en casos de càlculs renals, infecció urinària baixa de tipus moderat i oligúria (escassa producció i emissió d'orina amb formació d'edemes).
- Sistema genital: s'utilitza en banys de seient en cas d'inflamació de la pelvis.
- Sistema osteoarticular: està indicada en casos de reumatismes i osteoporosi, tendinitis, gota, així com en seqüeles de fractures i quan es precisi una consolidació dels ossos. Una altra indicació interessant és la de regeneració d'ungles fràgils.
- Antigament es recomanava com a remineralitzant en cas de tuberculosi.

Tot i així, l'absorció mineral, i en especial del silici, es realitza millor en un medi estomacal àcid, per la qual cosa els pacients que presenten falta d'acidesa l'hauran de prendre conjuntament amb aliments àcids. Es pren també com a mitjà preventiu de l'arterioesclerosi i ateromatosi.
A nivell tòpic, és una de les plantes més valorades per tractar tota mena de problemes de pell. Per via externa, produeix un efecte astringent, hemostàtic i cicatritzant; i s'ha utilitzat en cosmetologia per a la prevenció de les arrugues i estries, estimula i guareix els teixits malmesos a causa de variacions de pes, embaràs o cel·lulitis.

### Accions farmacològiques/propietats
Els flavonoides i les sals de potassi justifiquen la seva acció diürètica. L'abundància de les sals silíciques li confereix propietats remineralitzants i contribueix al manteniment de la substància fonamental del teixit conjuntiu (col·lagen) pels fibroblasts, augmentant l'elasticitat dels teixits. Augmenta les defenses inespecífiques de l'organisme. Per la seva abundància en tanins, l'”equiset” és astringent (antidiarreic, hemostàtic per vasoconstricció local, cicatritzant).

### Toxicitat
Tot i que no està demostrat que presenti toxicitat, és convenient no administrar grans dosis durant períodes prolongats.

## Observacions
Espècies semblants a les cues de cavall apareixen en el registre fòssil ja en el període carbonífer, fa 250 milions d'anys. Algunes, com Calamites, podien assolir una gran alçada i aspecte d'arbre; tanmateix, els exemplars actuals són uns petits representants del que van ser a l'antiguitat.
En època de l'Imperi Romà, es considerava aliment de les classes més pobres.
Pel seu contingut en silici, s'utilitzava per a netejar metalls i ampolles de vidre. També, es penjava de la cua del bestiar per tal d'espantar les mosques. A més, cal remarcar que diversos autors, al llarg de la història, han fet referència a les característiques d'aquesta espècie, com Dioscòrides, Andrés de Laguna i Culpeper entre d'altres.
Aquesta espècie també ha tingut molta rellevància en la tradició de molts pobles africans, des d'on va arribar al "Nou Món" (Amèrica) per mitjà dels esclaus. Aleshores la mastegaven per recobrar la vitalitat i la valentia, com a remei digestiu i afrodisíac.

### Precaucions
Equisetum telmateia pot provocar ansietat, insomni, palpitacions i taquicàrdies. Motius pels quals es desaconsella a malalts del cor i hipertensos. També és desaconsellable durant l'embaràs i la lactància, i en casos d'irritació de la mucosa gàstrica.
A més, es recomana també no combinar la planta amb el cafè o el te, ja que perdura els efectes de la cafeïna.

### Presentacions i altres usos
S'acostuma a presentar en infusió o decocció de la planta fresca o seca, dues dosis diàries; en forma de suc de planta fresca, i en decocció per a banys i lavatives. També es presenta en forma de cremes i pomades. La cua de cavall és un ingredient principal en determinades begudes refrescants. A més a més, les llavors crues, mastegades, afavoreixen la digestió.

### Espècies relacionades
Altres espècies d'equisets, la majoria d'elles amb les mateixes propietats i de característiques similars, són les següents:
- Equisetum hiemale: equiset d'hivern. Un dels equisets més rics en silici, utilitzat en l'antiguitat per a polir metalls.
- Equisetum arvense: cua de cavall petita o cua de cavall menor.
- Equisetum palustre: equiset dels pantans. Conté palustrina.
- Equisetum limosum: conté palustrina. No convé utilitzar-lo en fitoteràpia.
- Equisetum silvaticum: equiset del bosc. Les seves branques són una mica més recorbades. Conté palustrina.

Cal dir que la cua de cavall grossa s'acostuma a combinar amb altres plantes com el boixac, l'ortiga gran, Laminaria, l'hamamelis, l'anís, el xiprer, l'herba sabonera, les bosses de pastor o la camamilla vera.

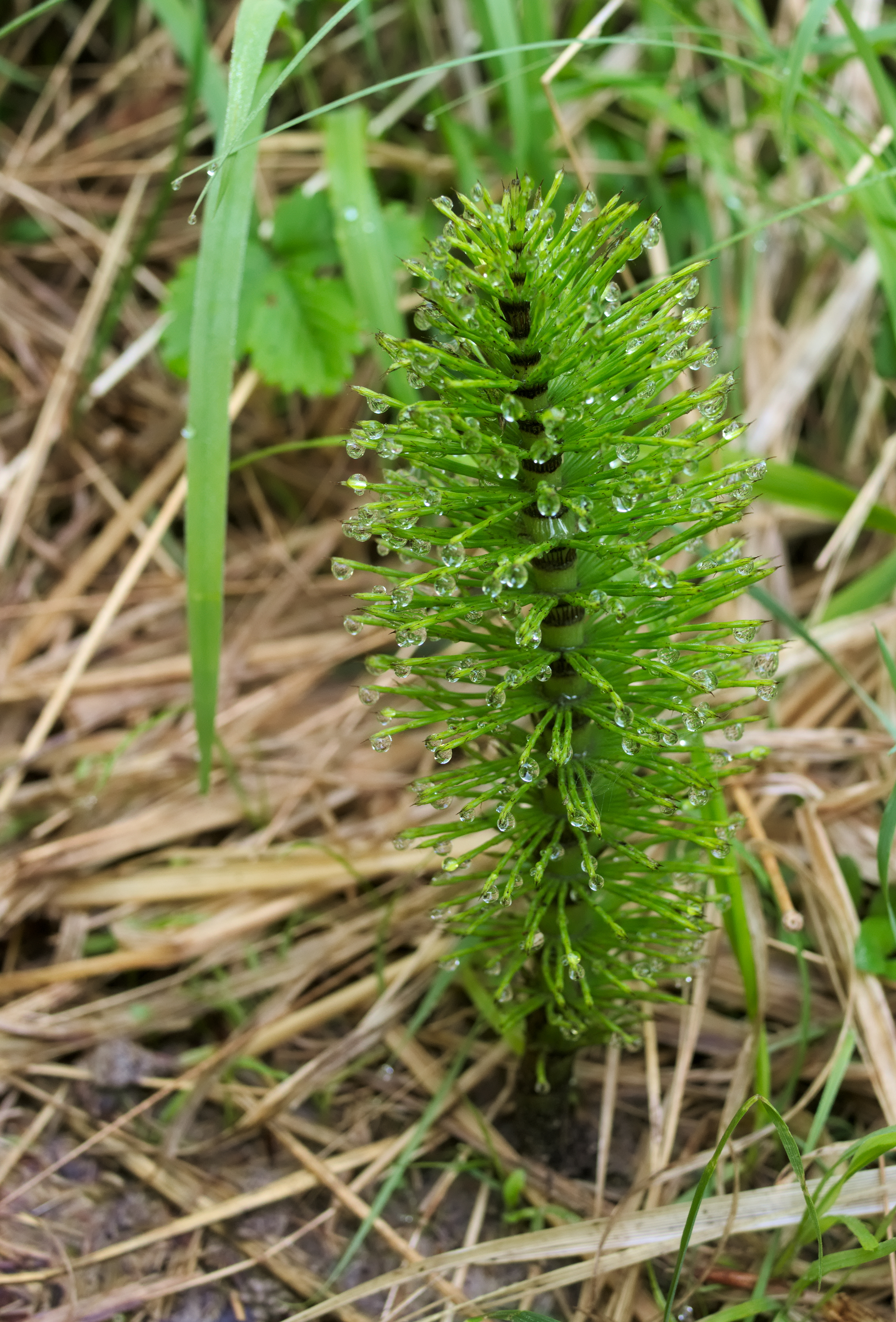
Vista general de la tija i les fulles
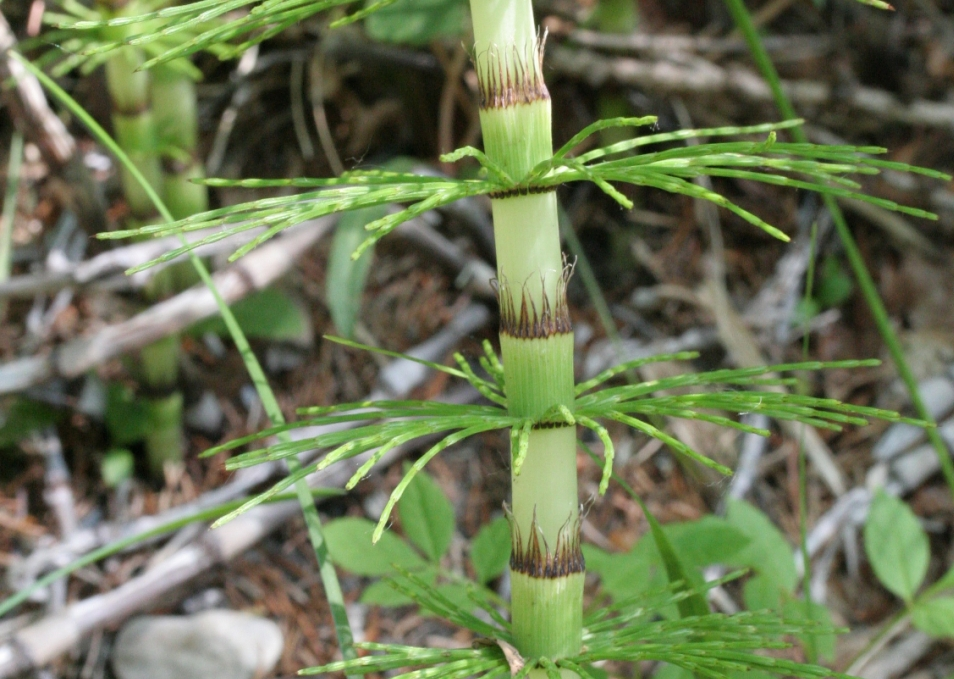
Detall dels nusos presents a la tija. De cada nus sorgeixen de vint a trenta fulles
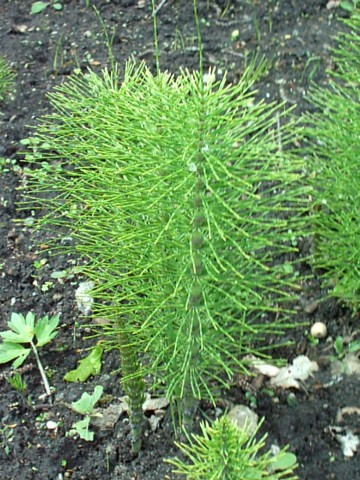